# Konsulat Generalny Rzeczypospolitej Polskiej w Stambule
Konsulat Generalny Rzeczypospolitej Polskiej w Stambule (tur. Polonya Cumhuriyeti İstanbul Başkonsolosluğu) – polska misja konsularna w Stambule, w Republice Turcji. Do 1924, tj. do przeniesienia stolicy do Ankary, placówka funkcjonowała jako poselstwo (ambasada).

## Kierownicy placówki
- X 1919 – I 1920 – Antoni Świerzbiński
- do 1920 – Zdzisław Maciejowski
- do IX 1921 – Zygmunt Klingsland
- II 1922 – VI 1926 – Juljusz Dzieduszycki
- VII 1926 – I 1928 – Roman Łazarski
- I 1928 – I 1929 – Kazimierz Papèe[6]
- IV 1929 – VIII 1932 – Walerian Łopatto[7]
- IX 1932 – II 1937 – Roman Wegnerowicz
- III 1937 – X 1937 – Zdzisław Szczerbiński(inne języki)
- XI 1937 – III 1941 – Wojciech Rychlewicz
- IV 1941 – X 1941 – Karol Bader
- XI 1941 – XII 1942 – Alfred Poniński
- XII 1942 – X 1944 – Zdzisław Szczerbiński(inne języki)
- IX 1944 – VIII 1945 – Witold Korsak[8]
- ok. 1991–1992 – Ryszard Korczewski
- ok. 1996–1998 – Stanisław Szafraniec(inne języki)
- ok. 1998–2002 – Mirosław Stawski
- 2003–2005 – Maciej Krych
- 2005–2008 – Marcin Wilczek
- do 2015 – Mirosław Stawski[9]
- 2015–2017 – Grzegorz Michalski
- 2017–2018 – Andrzej Papierz
- 2018–2020 – Joanna Pilecka
- 2020–2021 – Dariusz Gumieniczek
- od 20 maja 2021 – Witold Leśniak

## Struktura placówki
- Wydział Konsularny i Polonii
- Samodzielne stanowisko ds. dyplomacji publicznej i kulturalnej
- Samodzielne stanowisko ds. ekonomicznych
- Samodzielne stanowisko ds. politycznych
- Referat administracyjno-finansowy

## Okręg konsularny
Okręg konsularny Konsulatu obejmuje prowincje:
- Balıkesir
- Bilecik
- Bursa
- Çanakkale
- Edirne
- Stambuł
- Izmir
- Kocaeli
- Kırklareli
- Kütahya
- Manisa
- Muğla
- Sakarya
- Tekirdağ
- Uşak
- Yalova

Pozostała część Turcji jest w gestii Wydziału Konsularnego Ambasady RP w Ankarze.